# Кродо
Кродо (итал. Crodo) је насеље у Италији у округу Вербано-Кузио-Осола, региону Пијемонт.
Према процени из 2011. у насељу је живело 871 становника. Насеље се налази на надморској висини од 506 м.

## Становништво
| 1936. | 1951. | 1961. | 1971. | 1981. | 1991. | 2001. | 2011. |
| ----- | ----- | ----- | ----- | ----- | ----- | ----- | ----- |
| 1.641 | 1.611 | 1.633 | 1.653 | 1.736 | 1.614 | 1.483 | 1.472 |